# Apia International Sydney
Az Apia International Sydney minden év januárjában megrendezett tenisztorna Sydney-ben.
A férfiak versenye az ATP 250 Series része, összdíjazása 494 230 amerikai dollár. Összesen 28 versenyző vehet részt az egyéni főtáblán, az első négy kiemeltnek nem kell játszania az első fordulóban.
A nők versenye Premier kategóriájú, összdíjazása 690 000 dollár. Összesen 30 versenyző vehet részt az egyéni főtáblán, az első két kiemeltnek nem kell pályára lépnie az első körben.
A mérkőzéseket szabadtéri kemény borítású pályákon játszották 1885 óta. 2020-ban kikerült a versenynaptárból, helyét az Adelaide International torna vette át.

## Döntők

### Férfi  egyes
| Év          | Győztes               | Ellenfél a döntőben   | Eredmény a döntőben        |
| ----------- | --------------------- | --------------------- | -------------------------- |
| 2019        | Alex de Minaur        | Andreas Seppi         | 7–5, 7–6(5)                |
| 2018        | Danyiil Medvegyev     | Alex de Minaur        | 1–6, 6–4, 7–5              |
| 2017        | Viktor Troicki        | Daniel Evans          | 7–6(5), 6–2                |
| 2016        | Viktor Troicki        | Grigor Dimitrov       | 2–6, 6–1, 7–6(7)           |
| 2015        | Viktor Troicki        | Mihail Kukuskin       | 6–2, 6–3                   |
| 2014        | Juan Martín del Potro | Bernard Tomic         | 6–3, 6–1                   |
| 2013        | Bernard Tomic         | Kevin Anderson        | 6–3, 6–7(2), 6–3           |
| 2012        | Jarkko Nieminen       | Julien Benneteau      | 6–2, 7–5                   |
| 2011        | Gilles Simon          | Viktor Troicki        | 7–5, 7–6(4)                |
| 2010        | Márkosz Pagdatísz     | Richard Gasquet       | 6–4, 7–6(2)                |
| 2009        | David Nalbandian      | Jarkko Nieminen       | 6–3, 6–7(9), 6–2           |
| 2008        | Dmitrij Turszunov     | Chris Guccione        | 7–6(3), 7–6(4)             |
| 2007        | James Blake           | Carlos Moyà           | 6–3, 4–6, 6–2              |
| 2006        | James Blake           | Igor Andrejev         | 6–2, 2–6, 6–2              |
| 2005        | Lleyton Hewitt        | Ivo Minar             | 7–5, 6–0                   |
| 2004        | Lleyton Hewitt        | Carlos Moyà           | 4–3 feladta                |
| 2003        | Hyung-Taik Lee        | Juan Carlos Ferrero   | 4–6, 7–6(6), 7–6(4)        |
| 2002        | Roger Federer         | Juan Ignacio Chela    | 6–3, 6–3                   |
| 2001        | Lleyton Hewitt        | Magnus Norman         | 6–4, 6–1                   |
| 2000        | Lleyton Hewitt        | Jason Stoltenberg     | 6–4, 6–0                   |
| 1999        | Todd Martin           | Àlex Corretja         | 6–3, 7–6(5)                |
| 1998        | Karol Kučera          | Tim Henman            | 7–5, 6–4                   |
| 1997        | Tim Henman            | Carlos Moyà           | 6–3, 6–1                   |
| 1996        | Todd Martin           | Goran Ivanišević      | 5–7, 6–3, 6–4              |
| 1995        | Patrick McEnroe       | Richard Fromberg      | 6–2, 7–6                   |
| 1994        | Pete Sampras          | Ivan Lendl            | 7–6(5), 6–4                |
| 1993        | Pete Sampras          | Thomas Muster         | 7–6(7), 6–1                |
| 1992        | Emilio Sánchez        | Guy Forget            | 6–3, 6–4                   |
| 1991        | Guy Forget            | Michael Stich         | 6–3, 6–4                   |
| 1990        | Yannick Noah          | Carl-Uwe Steeb        | 6–3, 6–2                   |
| 1989        | Aaron Krickstein      | Andrei Cherkasov      | 7–5, 6–1                   |
| 1988        | John Fitzgerald       | Andrei Chesnokov      | 6–3, 6–4                   |
| 1987        | Miloslav Mečíř        | Peter Doohan          | 6–2, 6–4                   |
| 1986        | Nem rendezték meg.    | Nem rendezték meg.    | Nem rendezték meg.         |
| 1985        | Henri Leconte         | Kelly Evernden        | 6–7, 6–2, 6–3              |
| 1984        | John Fitzgerald       | Sammy Giammalva JR.   | 6–3, 6–3                   |
| 1983        | Joakim Nyström        | Mike Bauer            | 2–6, 6–3, 6–1              |
| 1982        | John Alexander        | John Fitzgerald       | 4–6, 7–6, 6–4              |
| 1981        | Tim Wilkison          | Chris Lewis           | 6–4, 7–6, 6–3              |
| 1980        | Fritz Buehning        | Brian Teacher         | 6–3, 6–7, 7–6              |
| 1979        | Phil Dent             | Hank Pfister          | 6–4, 6–4, 7–5              |
| 1978        | Tim Wilkison          | Kim Warwick           | 6–3, 6–3, 6–7, 3–6, 6–2    |
| 1977        | Roscoe Tanner         | Brian Teacher         | 6–3, 3–6, 6–3, 6–7, 6–3    |
| 1977        | Tony Roche            | Dick Stockton         | 6–3, 3–6, 6–3, 6–4         |
| 1975        | Ross Case             | John Marks            | 6–2, 6–1                   |
| 1974 (dec.) | Tony Roche            | Phil Dent             | 7–6, 4–6, 3–6, 6–2, 8–6    |
| 1974 (jan.) | Geoff Masters         | Colin Dibley          | 6–1, 6–4, 6–2              |
| 1973        | Malcolm Anderson      | Ken Rosewall          | 6–3, 6–4, 6–4              |
| 1972        | Alex Metreveli        | Patrice Dominguez     | 6–4, 6–4, 3–6, 6–1         |
| 1971        | Phil Dent             | John Alexander        | 6–3, 6–4, 6–4              |
| 1970        | Rod Laver             | Ken Rosewall          | 3–6, 6–2, 3–6, 6–2, 6–3    |
| 1969        | Tony Roche            | Rod Laver             | 6–4, 4–6, 9–7, 12–10       |
| 1968        | Nem rendezték meg.    | Nem rendezték meg.    | Nem rendezték meg.         |
| 1967        | Tony Roche            | Roy Emerson           | 8–6, 6–1, 8–6              |
| 1966        | Fred Stolle           | John Newcombe         | 12–10, 6–0, 6–0            |
| 1965        | John Newcombe         | Arthur Ashe           | 6–8, 6–2, 7–5, 6–1         |
| 1964        | Fred Stolle           | Roy Emerson           | 4–6, 6–3, 11–9, 6–8, 6–3   |
| 1963        | Dennis Ralston        | Mike Sangster         | 6–8, 6–3, 6–4, 6–4         |
| 1962        | Neale Fraser          | Ken Fletcher          | 6–4, 7–5, 3–6, 4–6, 6–3    |
| 1961        | Rod Laver             | Roy Emerson           | 8–6, 6–3, 3–6, 4–6, 6–4    |
| 1960        | Neale Fraser          | Barry MacKay          | 10–8, 6–4, 7–5             |
| 1959        | Neale Fraser          | Roy Emerson           | 11–9, 8–6, 6–3             |
| 1958        | Ashley Cooper         | Earl "Butch" Buchholz | 6–0, 6–1, 7–9, 6–2         |
| 1957        | Ashley Cooper         | Neale Fraser          | 6–4, 6–3, 6–3              |
| 1956        | Ken Rosewall          | Neale Fraser          | 6–4, 7–5, 6–4              |
| 1955        | Lew Hoad              | Ken Rosewall          | 6–2, 6–3, 2–6, 6–1         |
| 1954        | Rex Hartwig           | Mervyn Rose           | 6–3, 6–4, 8–6              |
| 1953        | Lew Hoad              | Ken Rosewall          | 8–6, 4–6, 9–7, 10–8        |
| 1952        | Frank Sedgman         | Ken McGregor          | 6–2, 4–6, 6–4, 6–2         |
| 1951        | Vic Seixas            | Mervyn Rose           | 4–6, 9–7, 4–6, 7–5, 6–3    |
| 1950        | Art Larsen            | Frank Sedgman         | 3–6, 6–4, 6–3, 6–2         |
| 1949        | John Bromwich         | Bill Sidwell          | 6–3, 10–8, 3–6, 6–3        |
| 1948        | John Bromwich         | Frank Sedgman         | 6–4, 6–1, 7–5              |
| 1947        | Adrian Quist          | James Brink           | 6–4, 6–2, 2–6, 4–6, 6–3    |
| 1946        | John Bromwich         | Dinny Pails           | 3–6, 6–3, 6–4, 6–4         |
| 1945        | Dinny Pails           | John Bromwich         | 6–1, 6–2, 6–4              |
| 1944        | Nem rendezték meg.    | Nem rendezték meg.    | Nem rendezték meg.         |
| 1943        | Nem rendezték meg.    | Nem rendezték meg.    | Nem rendezték meg.         |
| 1942        | Nem rendezték meg.    | Nem rendezték meg.    | Nem rendezték meg.         |
| 1941        | Nem rendezték meg.    | Nem rendezték meg.    | Nem rendezték meg.         |
| 1940        | John Bromwich         | Adrian Quist          | 6–3, 4–6, 10–8, 6–8, 6–1   |
| 1939        | John Bromwich         | Adrian Quist          | 2–6, 6–0, 6–4, 6–0         |
| 1938        | John Bromwich         | Adrian Quist          | 6–2, 6–4, 6–1              |
| 1937        | John Bromwich         | Adrian Quist          | 4–6, 6–4, 6–1, 2–6, 7–5    |
| 1936        | Jack Crawford         | John Bromwich         | 6–4, 3–6, 1–6, 11–9, 6–2   |
| 1935        | Adrian Quist          | Harry Hopman          | 6–3, 6–1, 3–6, 8–10, 6–2   |
| 1934        | Jack Crawford         | Fred Perry            | 7–5, 2–6, 6–3, 1–6, 7–5    |
| 1933        | Jack Crawford         | Harry Hopman          | 6–4, 8–6, 7–5              |
| 1932        | Ellsworth Vines       | Wilmer Allison        | 4–6, 6–1, 2–6, 6–4, 7–5    |
| 1932        | Jack Crawford         | W. B. Walker          | 6–2, 6–3, 8–6              |
| 1931        | Jack Crawford         | Harry Hopman          | 3–6, 6–3, 6–4, 6–4         |
| 1930        | Jack Cummings         | Edgar Moon            | 6–1, 6–0, 7–5              |
| 1929        | Jack Crawford         | Clifford Sproule      | 6–1, 6–3, 6–3              |
| 1928        | Fred Kalms            | James Willard         | 6–1, 6–4, 2–6, 3–6, 6–0    |
| 1927        | Jack Crawford         | Richard Schlesinger   | 7–5, 1–6, 9–7, 5–7, 6–4    |
| 1926        | Fred Kalms            | Eskell D. Andrews     | 6–2, 6–4, 3–6, 6–4         |
| 1925        | Norman Peach          | A. Sieler             | 6–4, 1–6, 4–6, 7–5, 8–6    |
| 1924        | Gerald Patterson      | James Willard         | 6–4, 7–9, 6–2, 6–0         |
| 1923        | James Anderson        | Norman Peach          | 6–4, 6–3, 6–0              |
| 1922        | Ronald Thomas         | Norman Peach          | 2–6, 6–3, 6–3, 6–8, 6–3    |
| 1921        | Gerald Patterson      | John Hawks            | visszalépett               |
| 1920        | R. Neill              | Eric Pockley          | 6–4, 4–6, 6–1, 6–3         |
| 1919        | James Anderson        | R. Neill              | 9–7, 2–6, 7–5, 6–1         |
| 1918        | Nem rendezték meg.    | Nem rendezték meg.    | Nem rendezték meg.         |
| 1917        | Nem rendezték meg.    | Nem rendezték meg.    | Nem rendezték meg.         |
| 1916        | Nem rendezték meg.    | Nem rendezték meg.    | Nem rendezték meg.         |
| 1915        | Henry Marsh           | Alfred Jones          | 3–6, 6–4, 6–4, 0–6, 6–4    |
| 1914        | James Anderson        | Alfred Jones          |                            |
| 1913        | Arthur O'Hara Wood    | James Anderson        | 6–3, 3–6, 6–1, 3–6, 6–0    |
| 1912        | Alfred Jones          | Ashley Campbell       | 6–3, 3–6, 8–6, 2–1 feladta |
| 1911        | Ashley Campbell       | Horace Rice           | 8–6, 6–3, 6–1              |
| 1910        | Harry Parker          | Horace Rice           | 6–3, 4–6, 2–6, 8–6, 9–7    |
| 1909        | Rodney Heath          |                       |                            |
| 1908        | Rodney Heath          | Horace Rice           | 6–3, 6–4, 7–9, 6–4         |
| 1907        | Horace Rice           | Harry Parker          | 6–4, 6–3, 3–6, 5–7, 6–1    |
| 1906        | Gilbert G. Sharp      | Stanley Doust         | 6–1, 6–2, 6–2              |
| 1905        | Nem rendezték meg.    | Nem rendezték meg.    | Nem rendezték meg.         |
| 1904        | Gilbert G. Sharp      | Horace Rice           | 6–3, 6–4, 6–2              |
| 1903        | Gilbert G. Sharp      | Barney Murphy         |                            |
| 1902        | Wilberforce Eaves     | August Kearney        | 6–0, 7–5, 1–6, 6–2         |
| 1901        | August Kearney        | Horace Rice           | 8–6, 1–6, 5–7, 6–1, 6–0    |
| 1900        | Horace Rice           | Leslie Poidevin       | 6–0, 6–1, 3–6, 6–4         |
| 1899        | August Kearney        |                       |                            |
| 1898        | Henry Crossman        | Alfred Dunlop         | 14–12, 6–1, 6–2            |
| 1897        | Arthur Curtis         | Henry Crossman        | 6–1, 6–0, 6–4              |
| 1896        | Henry Crossman        | Horace Rice           |                            |
| 1895        | Henry Crossman        |                       |                            |
| 1894        | Dudley Webb           | Ben Green             | 5–7, 6–0, 6–2, 6–4         |
| 1893        | Dudley Webb           |                       |                            |
| 1892        | Dudley Webb           |                       |                            |
| 1891        | Wilberforce Eaves     | Dudley Webb           |                            |
| 1890        | Dudley Webb           |                       |                            |
| 1889        | Percy Colquhoun       | Dudley Webb           | 6–2, 0–6, 6–3, 6–2         |
| 1888        | Dudley Webb           | Charles W. Cropper    | 6–0, 6–4, 7–5              |
| 1887        | Charles W. Cropper    | Robert Fitzgerald     | 6–4, 6–2, 6–0              |
| 1886        | Charles W. Cropper    | W. J. B. Salmon       | 6–0, 6–0, 5–7, 8–6         |
| 1885        | W. J. B. Salmon       | Walter J. C. Riddell  | 1–6, 6–8, 6–3, 6–2, 6–3    |

### Női egyes
| Év          | Győztes                    | Ellenfél a döntőben        | Eredmény a döntőben |
| ----------- | -------------------------- | -------------------------- | ------------------- |
| 2019        | Petra Kvitová              | Ashleigh Barty             | 1–6, 7–5, 7–6(3)    |
| 2018        | Angelique Kerber           | Ashleigh Barty             | 6–4, 6–4            |
| 2017        | Konta Johanna              | Agnieszka Radwańska        | 6–4, 6–2            |
| 2016        | Szvetlana Kuznyecova       | Mónica Puig                | 6–0, 6–2            |
| 2015        | Petra Kvitová              | Karolína Plíšková          | 7–6(5), 7–6(6)      |
| 2014        | Cvetana Pironkova          | Angelique Kerber           | 6–4, 6–4            |
| 2013        | Agnieszka Radwańska        | Dominika Cibulková         | 6–0, 6–0            |
| 2012        | Viktorija Azaranka         | Li Na                      | 6–2, 1–6, 6–3       |
| 2011        | Li Na                      | Kim Clijsters              | 7–6(3), 6–3         |
| 2010        | Jelena Gyementyjeva        | Serena Williams            | 6–3, 6–2            |
| 2009        | Jelena Gyementyjeva        | Gyinara Szafina            | 6–3, 2–6, 6–1       |
| 2008        | Justine Henin              | Szvetlana Kuznyecova       | 4–6, 6–2, 6–4       |
| 2007        | Kim Clijsters              | Jelena Janković            | 4–6, 7–6(1), 6–4    |
| 2006        | Justine Henin-Hardenne     | Francesca Schiavone        | 4–6, 7–5, 7–5       |
| 2005        | Alicia Molik               | Samantha Stosur            | 6–7(5), 6–4, 7–5    |
| 2004        | Justine Henin              | Amélie Mauresmo            | 6–4, 6–4            |
| 2003        | Kim Clijsters              | Lindsay Davenport          | 6–4, 6–3            |
| 2002        | Martina Hingis             | Meghann Shaughnessy        | 6–2, 6–3            |
| 2001        | Martina Hingis             | Lindsay Davenport          | 6–3, 4–6, 7–5       |
| 2000        | Amélie Mauresmo            | Lindsay Davenport          | 7–6(2), 6–4         |
| 1999        | Lindsay Davenport          | Martina Hingis             | 6–4, 6–3            |
| 1998        | Arantxa Sánchez Vicario    | Venus Williams             | 6–1, 6–3            |
| 1997        | Martina Hingis             | Jennifer Capriati          | 6–1, 5–7, 6–1       |
| 1996        | Szeles Mónika              | Lindsay Davenport          | 4–6, 7–6(7), 6–3    |
| 1995        | Gabriela Sabatini          | Lindsay Davenport          | 6–3, 6–4            |
| 1994        | Date Kimiko                | Mary Joe Fernández         | 6–4, 6–2            |
| 1993        | Jennifer Capriati          | Anke Huber                 | 6–4, 6–1            |
| 1992        | Gabriela Sabatini          | Arantxa Sánchez Vicario    | 6–1, 6–1            |
| 1991        | Jana Novotná               | Arantxa Sánchez Vicario    | 6–4, 6–2            |
| 1990        | Natallja Zverava           | Barbara Paulus             | 4–6, 6–1, 6–3       |
| 1989        | Martina Navratilova        | Catarina Lindqvist         | 6–2, 6–4            |
| 1988        | Pam Shriver                | Helena Suková              | 6–2, 6–3            |
| 1987        | Zina Garrison              | Pam Shriver                | 6–2, 6–4            |
| 1986        | Nem rendezték meg.         | Nem rendezték meg.         | Nem rendezték meg.  |
| 1985        | Martina Navratilova        | Hana Mandlíková            | 3–6, 6–1, 6–2       |
| 1984        | Martina Navratilova        | Ann Henricksson            | 6–1, 6–1            |
| 1983        | Jo Durie                   | Kathy Jordan               | 6–3, 7–5            |
| 1982        | Martina Navratilova        | Evonne Goolagong Cawley    | 6–0, 3–6, 6–1       |
| 1981        | Chris Evert                | Martina Navrátilová        | 6–4, 2–6, 6–1       |
| 1980        | Wendy Turnbull             | Pam Shriver                | 3–6, 6–4, 7–6       |
| 1979        | Hana Mandlíková            | Bettina Bunge              | 6–3, 3–6, 6–3       |
| 1978        | Dianne Fromholtz Balestrat | Wendy Turnbull             | 6–2, 7–5            |
| 1977        | Evonne Goolagong Cawley    | Sue Barker                 | 6–2, 6–3            |
| 1976        | Kerry Reid                 | Dianne Fromholtz Balestrat | 3–6, 6–3, 6–2       |
| 1975        | Evonne Goolagong Cawley    | Sue Barker                 | 6–2, 6–4            |
| 1974 (dec.) | Evonne Goolagong Cawley    | Margaret Court             | 6–3, 7–5            |
| 1974 (jan.) | Karen Krantzcke            | Evonne Goolagong Cawley    | 6–2, 6–3            |
| 1973        | Margaret Court             | Evonne Goolagong Cawley    | 4–6, 6–3, 10–8      |
| 1972        | Evonne Goolagong Cawley    | Virginia Wade              | 6–1, 7–6            |
| 1971        | Margaret Court             | Olga Morozova              | 6–2, 6–2            |
| 1970        | Billie Jean King           | Margaret Court             | 6–2, 4–6, 6–3       |
| 1969        | Margaret Court             | Rosemary Casals            | 6–1, 6–2            |
| 1968        | Nem rendezték meg.         | Nem rendezték meg.         | Nem rendezték meg.  |
| 1967        | Judy Tegart Dalton         | Margaret Court             | visszalépett        |
| 1966        | Lesley Turner Bowrey       | Kerry Reid                 | 6–8, 9–7, 6–3       |
| 1965        | Margaret Court             | Nancy Richey               | 6–2, 6–2            |
| 1964        | Margaret Court             | Billie Jean King           | 6–4, 6–3            |
| 1963        | Margaret Court             | Judy Tegart Dalton         | 6–1, 6–3            |
| 1962        | Margaret Court             | Lesley Turner Bowrey       | 8–6, 6–2            |
| 1961        | Margaret Court             | Darlene Hard               | 6–2, 6–1            |
| 1960        | Jan Lehane O'Neill         | Margaret Court             | 6–1, 6–3            |
| 1959        | Jan Lehane O'Neill         | Mary Carter Reitano        | 6–3, 3–6, 6–2       |
| 1958        | Renee Schuurman Haygarth   | Jan Lehane O'Neill         | 6–2, 4–6, 6–4       |
| 1957        | Lorraine Coghlan Robinson  | Angela Mortimer            | 6–4, 10–8           |
| 1956        | Althea Gibson              | Shirley Fry                | 10–8, 6–2           |
| 1955        | Mary Bevis Hawton          | Mary Carter Reitano        | 9–7, 9–7            |
| 1954        | Beryl Penrose Collier      | Jenny Staley Hoad          | 6–0, 1–6, 6–3       |
| 1953        | Thelma Coyne Long          | Mary Bevis Hawton          | 6–1, 8–6            |
| 1952        | Maureen Connolly Brinker   | Julie Sampson Haywood      | 6–3, 6–2            |
| 1951        | Thelma Coyne Long          | Mary Bevis Hawton          | 6–2, 6–2            |
| 1950        | Nancye Wynne Bolton        | Esme Ashford               | 6–3, 6–2            |
| 1949        | Joyce Fitch Rymer          | Nancye Wynne Bolton        | 4–6, 7–5, 7–5       |
| 1948        | Darlene Hard               | Joyce Fitch Rymer          | 1–6, 6–4, 6–2       |
| 1947        | Nancye Wynne Bolton        | Marie Toomey               | 6–2, 6–1            |
| 1946        | Nancye Wynne Bolton        | Thelma Coyne Long          | 6–3, 4–6, 6–1       |
| 1945        | Nancye Wynne Bolton        | Nell Hall Hopman           | 6–3, 6–3            |
| 1944        | Nem rendezték meg.         | Nem rendezték meg.         | Nem rendezték meg.  |
| 1943        | Nem rendezték meg.         | Nem rendezték meg.         | Nem rendezték meg.  |
| 1942        | Nem rendezték meg.         | Nem rendezték meg.         | Nem rendezték meg.  |
| 1941        | Nem rendezték meg.         | Nem rendezték meg.         | Nem rendezték meg.  |
| 1940        | Thelma Coyne Long          | V. Berg                    | 6–3, 6–1            |
| 1939        | Nancye Wynne Bolton        | Thelma Coyne Long          | 8–6, 6–3            |
| 1938        | Thelma Coyne Long          | Joan Hartigan              | 6–2, 6–2            |
| 1937        | Nancye Wynne Bolton        | Thelma Coyne Long          | 6–3, 7–5            |
| 1936        | Nancye Wynne Bolton        | Nell Hall Hopman           | 4–6, 6–4, 6–1       |
| 1935        | Thelma Coyne Long          | Joan Hartigan              | 6–2, 6–0            |
| 1934        | Dorothy Round              | Emily Hood Westacott       | 6–2, 6–0            |
| 1933        | Joan Hartigan              | Louise Bickerton           | 6–4, 6–2            |
| 1932        | Marjorie Cox Crawford      | Joan Hartigan              | 4–6, 6–4, 6–4       |
| 1932        | Joan Hartigan              | Margaret Molesworth        | 6–2, 6–2            |
| 1931        | Marjorie Cox Crawford      | Ula Valkenburg             | 7–5, 6–2            |
| 1930        | Louise Bickerton           | Emily Hood                 | 6–3, 6–4            |
| 1929        | Daphne Akhurst             | Kathrine Le Mesurier       | 6–2, 6–2            |
| 1928        | Sylvia Lance Harper        | Marjorie Cox Crawford      | 6–4, 6–4            |
| 1927        | Esna Boyd Robertson        | Daphne Akhurst             | 3–6, 6–3, 6–2       |
| 1926        | Esna Boyd Robertson        | Daphne Akhurst             | 3–6, 6–3, 6–0       |
| 1925        | Marjorie Cox Crawford      | M. Martin                  | 7–5, 6–1            |
| 1924        | Sylvia Lance Harper        | Margaret Molesworth        | 6–2, 8–6            |
| 1923        | Esna Boyd Robertson        | Margaret Molesworth        | 4–6, 6–2, 6–4       |
| 1922        | N. Curtis                  | Margaret Molesworth        | 10–8, 5–7, 7–5      |
| 1921        | Margaret Molesworth        | Sylvia Lance Harper        | 6–2, 6–4            |
| 1920        | Annie Halley               | Annie K. Baker Ford        | 6–4, 6–3            |
| 1919        | Margaret Molesworth        | Annie K. Baker Ford        | 2–6, 6–4, 6–1       |
| 1918        | Annie K. Baker Ford        |                            |                     |
| 1917        | Annie K. Baker Ford        |                            |                     |
| 1916        | Annie K. Baker Ford        |                            |                     |
| 1915        | Phillis Stewart            | Annie K. Baker Ford        | 6–4, 6–2            |
| 1914        | Phillis Stewart            | Annie K. Baker Ford        | 6–1, 6–0            |
| 1913        | Phillis Stewart            | Annie K. Baker Ford        | 6–2, 6–1            |
| 1912        | Annie K. Baker Ford        | Collings                   | 6–0, 6–3            |
| 1911        | Phillis Stewart            | Collings                   | 6–0, 6–3            |
| 1910        | Lily Addison               | Phillis Stewart            | 6–0, 3–6, 6–2       |
| 1909        | Lucy Powdrell              | Kate Nunneley              | 8–6, 6–3            |
| 1908        | Annie K. Baker             | Collings                   | 6–2, 6–2            |
| 1907        | Rose Payten                | D. Gordon                  | 6–2, 6–0            |
| 1906        | Annie K. Baker             | Gardiner                   | 6–2, 6–1            |
| 1905        | Nem rendezték meg.         | Nem rendezték meg.         | Nem rendezték meg.  |
| 1904        | Rose Payten                | Lee                        | 6–1, 6–2            |
| 1903        | Rose Payten                | Mrs. Beatty                | 6–1, 6–0            |
| 1902        | Rose Payten                | M. Dransfield              | 6–1, 6–2            |
| 1901        | Rose Payten                | M. Dransfield              | 6–2, feladta        |
| 1900        | Rose Payten                | Phoebe Howitt Cater        | 6–1, 6–1            |
| 1899        | Phoebe Howitt              | Rose Payten                | 3–6, 10–8, 7–5      |
| 1898        | Phoebe Howitt              | M. Dransfield              | 6–1, 6–1            |
| 1897        | Phoebe Howitt              | Kate Nunneley              | 6–3, 3–6, 6–4       |
| 1896        | Kate Nunneley              | Mabel Shaw                 |                     |
| 1895        | Mabel Shaw                 |                            |                     |
| 1894        | M. Dransfield              |                            |                     |
| 1893        | Miss Mayne                 | Mabel Shaw                 | 6–0, 6–0            |
| 1892        | Mabel Shaw                 | M. Dransfield              | 7–5, 3–6, 6–4       |
| 1891        | M. Dransfield              | Miss Mayne                 | visszalépett        |
| 1890        | Miss Mayne                 | Mabel Shaw                 | 6–0, 6–0            |
| 1889        | Miss Mayne                 | Blaxland                   | 6–3, 5–7, 6–4       |
| 1888        | L. Scott                   | Miss Mayne                 | 8–6, 6–4            |
| 1887        | Miss Mayne                 | C. Greene                  |                     |
| 1886        | C. Greene                  | Annie Lamb                 |                     |
| 1885        | Annie Lamb                 | Miss Gordon                | 6–5, 6–4            |

### Férfi páros
| Év   | Győztesek                       | Ellenfél a döntőben                | Eredmény a döntőben  |
| ---- | ------------------------------- | ---------------------------------- | -------------------- |
| 2019 | Jamie Murray Bruno Soares       | Juan Sebastián Cabal Robert Farah  | 6–4, 6–3             |
| 2018 | Łukasz Kubot Marcelo Melo       | Jan-Lennard Struff Viktor Troicki  | 6–3, 6–4             |
| 2017 | Wesley Koolhof Matwe Middelkoop | Jamie Murray Bruno Soares          | 6–3, 7–5             |
| 2016 | Jamie Murray Bruno Soares       | Róhan Bópanna Florin Mergea        | 6–3, 7–6(6)          |
| 2015 | Róhan Bópanna Daniel Nestor     | Jean-Julien Rojer Horia Tecău      | 6–4, 7–6(5)          |
| 2014 | Daniel Nestor Nenad Zimonjić    | Róhan Bópanna Aisam-ul-Haq Qureshi | 7–6 [7–3], 7–6 [7–3] |

### Női páros
| Év   | Győztesek                               | Ellenfél a döntőben                 | Eredmény a döntőben |
| ---- | --------------------------------------- | ----------------------------------- | ------------------- |
| 2019 | Aleksandra Krunić Kateřina Siniaková    | Hozumi Eri Alicja Rosolska          | 6–1, 7–6(3)         |
| 2018 | Gabriela Dabrowski Hszü Ji-fan          | Csan Jung-zsan Andrea Hlaváčková    | 6–3, 6–1            |
| 2017 | Babos Tímea Anasztaszija Pavljucsenkova | Szánija Mirza Barbora Strýcová      | 6–4, 6–4            |
| 2016 | Martina Hingis Szánija Mirza            | Caroline Garcia Kristina Mladenovic | 1–6, 7–5, [10–5]    |
| 2015 | Bethanie Mattek-Sands Sania Mirza       | Raquel Kops-Jones Abigail Spears    | 6–3, 6–3            |
| 2014 | Babos Tímea Lucie Šafářová              | Sara Errani Roberta Vinci           | 7–5, 3–6, [10–7]    |